# Ingrimm (Band)

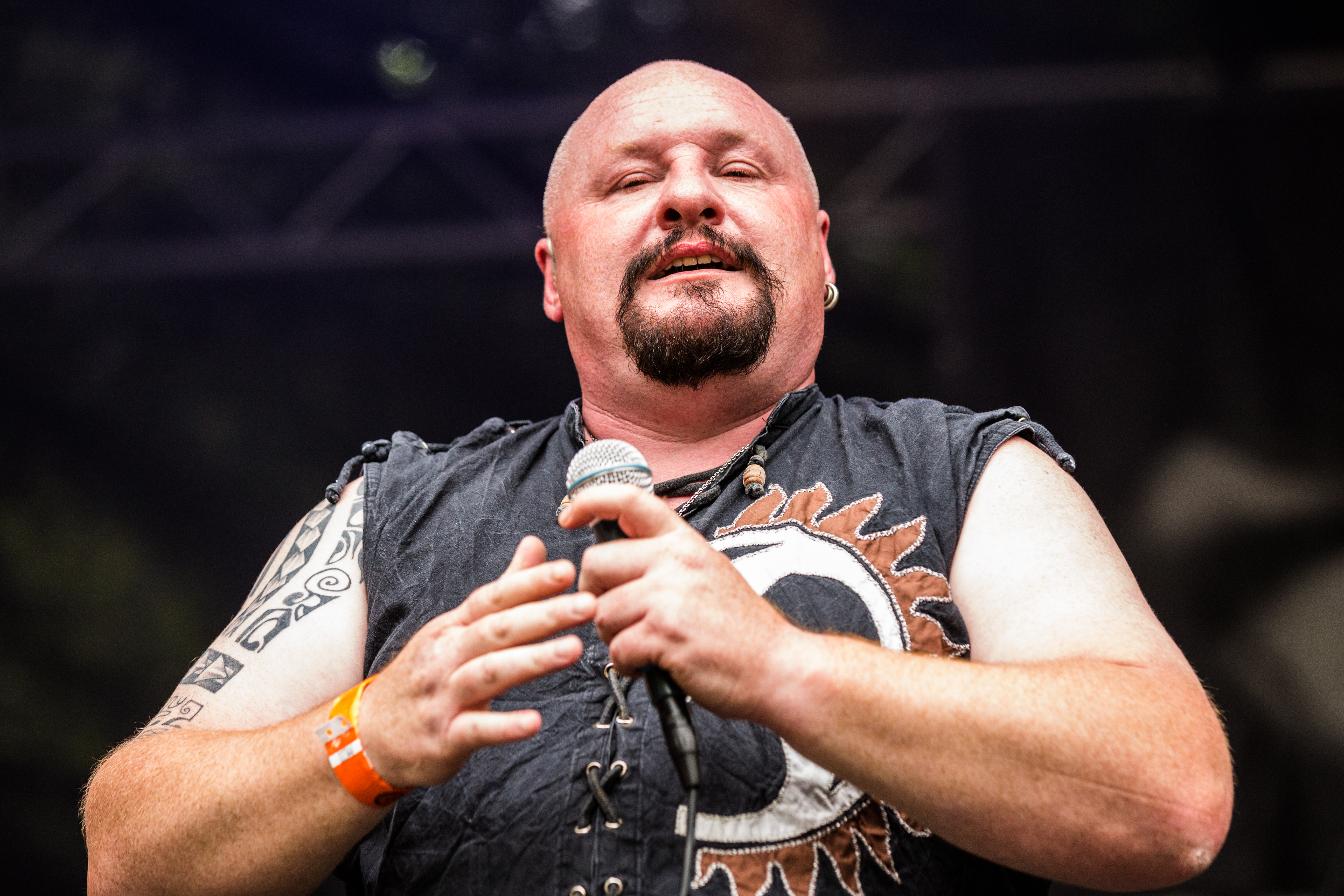
Sänger René Brandt auf dem Wave-Gotik-Treffen 2018.

Ingrimm ist eine aus Regensburg stammende Mittelalter-Metal-Band, die 2005 gegründet wurde.

## Geschichte
Bevor Fenris die Band gründete, hatte er bereits mehrere Texte, Gedichte und kleinere Geschichten verfasst. Diese lagen jedoch einige Zeit eher im Dunkeln. Fenris wollte seine Texte mit lauter und harter Musik zum Leben erwecken und fing an, nach potenziellen Musikern zu suchen. Zwei Monate später stießen Alex Haas und Hardy zu Fenris. In einem Kellerraum, der einer befreundeten Band als Proberaum diente, fingen die drei erstmals an, Lieder selbst zu komponieren. Zwischenzeitlich stieß mit Baba ein Bassist hinzu. Ursprünglich hieß die Band Igni Et Ferro. Sie änderte ihren Namen dann in Grimm, bemerkte kurz nach der Veröffentlichung ihrer Promo-CD jedoch, dass eine niederländische Band bereits ein Album unter demselben Namen veröffentlicht hatten und stellten ihrem Bandnamen noch ein In voran. Bereits nach wenigen Auftritten machte sich die Band einen Namen in der lokalen Szene, so dass mehrere Labels auf sie aufmerksam wurden, und unterschrieb bei Black Bards Entertainment.
Während der Arbeiten am ersten Album musste Baba im September 2007 aufgrund einer Erkrankung die Band verlassen, so dass Gitarrist Alex bei den Aufnahmen zusätzlich Bass spielte. Im Oktober erschien schließlich das Debütalbum Ihr sollt brennen. Die Band suchte des Öfteren nach einem neuen Bassisten, damit die Band wieder live auftreten konnte und nahm am Ende Mugl in die Band auf. Das Album erhielt in der Fachpresse vorwiegend gute Kritiken, so dass die Band als Support für mehrere bekannte Bands eingeladen wurde. Bereits 2008 spielte Ingrimm auf dem Wave-Gotik-Treffen in Leipzig. Mit Fuzzy stieß später eine Bassistin zur Band, die Mugl ersetzte.
Im November 2008 erschien das zweite Album der Band, das Todgeweiht heißt und ebenfalls positive Kritiken erhielt. Das wirkte sich auch auf die Fanzahl aus, welche stetig weiter wuchs, sodass im Sommer der erste Fanclub mit dem Namen Ingrimms Kinder gegründet wurde. Aufgrund der stetig ansteigenden Anzahl ihrer Auftritte verließ Fuzzy Ingrimm wieder, da sie die Termine nicht mit ihrem Beruf vereinbaren konnte. Mugl kehrte zur Band als Bassist zurück. Die Band spielte 2008 auf dem Hörnerfest in Brande-Hörnerkirchen, u. a. mit Bands wie Heidevolk, Adorned Brood, Ignis Fatuu, Ragnaröek und WeltenBrand, sowie auch auf dem Festival-Mediaval gemeinsam mit Zwielicht, Des Teufels Lockvögel, Dunkelschön, Vroudenspil, Corvus Corax, Subway to Sally und Saltatio Mortis.
Die Band trat im Juli 2009 auf dem Celtic Rock Open Air bei Burg Greifenstein auf, u. a. mit Korpiklaani, Cumulo Nimbus und Vogelfrey und wurde 2009 als Hauptact für die neugeschaffene Mediaval-Stage zu einem Auftritt beim Wacken Open Air eingeladen. Ein Auftritt auf dem Rockharz Open Air folgte noch im selben Jahr. Außerdem ging die Band erstmals auf Deutschland-Tour, sie begleiteten im Herbst die finnische Band Battlelore.
Um ihr neues Studioalbum zu promoten, ging die Band im Frühjahr 2010 erstmals selbst als Headliner auf Deutschland-Tour. Nach ihrer Lumpenpack-Tour ging die Band ins Studio, um an ihrem dritten Album zu arbeiten; es erschien schließlich im Mai 2010 und heißt Böses Blut. Die Band spielte außerdem auf dem Ragnarök-Festival mit Van Canto, Midnattsol, Nachtgeschrei, Ensiferum, Equilibrium und Skyforger, auf dem Hörnerfest in Brande-Hörnerkirchen u. a. mit Equilibrium, Ragnaröek, Cultus Ferox, Feuerschwanz und Arkona sowie auf dem Bordun Rocknächte-Festival in Schkopau, u. a. mit Fejd, Ignis Fatuu, Mono Inc., Cultus Ferox und Stumpen (ehem. Knorkator).
Am 11. April gab die Band zuerst den Ausstieg des Gründungsmitglieds Christian „Hardy“ Hadersdorfer bekannt; der Wiedereinstieg konnte jedoch kurz danach bekanntgegeben werden. Wegen Unstimmigkeiten verließ allerdings Gründer und Frontmann Fenris Mitte September 2012 die Band. Am 24. Oktober wurde René Brandt als der neue Sänger und mit Fühl dich frei zugleich ein Lied mit der neuen Stimme vorgestellt.

## Stil
Geprägt wird der Musikstil der Band durch die Verwendung tiefgestimmter E-Gitarren und den Einsatz von Doublebass beim Schlagzeugspiel. Die Verwendung der folkloristischen Instrumente, wie z. B. Sackpfeife und Dudelsack, ist eher zweitrangig. Die Musik orientiert sich an Bands wie Subway to Sally und In Extremo.
Der Gesangsstil der Band ist für das Mittelalter-Genre eher untypisch, da der Sänger neben klarem Gesang auch gutturalen Gesang verwendet, welcher ansonsten eher für Death Metal und Black Metal typisch ist.

## Verkauf und Erfolg
Das Magazin Rock Hard gab dem Album Böses Blut 8,5 von 10 Punkten und schrieb, dass Ingrimm im Jahr 2010 gefühlte hundert Mal mehr Metal als zuvor und das Album von vorne bis hinten rein ein packendes Album mit hörenswerten Texten sei. Auch die ersten beiden Alben wurden von Rock Hard rezensiert.
Markus Eck, freier Journalist und Autor, schrieb über Ihr sollt brennen, dass es ein sehr gut produziertes Album sei, das vor allem Fans von In Extremo und Morgenstern begeistern dürfte.
Der Metal Hammer gab dem Debütalbum 5 von insgesamt 7 möglichen Punkten und beschreibt, dass sich der Musikstil an Bands wie In Extremo, Schandmaul und Subway to Sally orientiere. Außerdem lobte er den Einsatz aller Musiker der Band während der Aufnahmen, besonders Alex Haas wegen seiner Doppelrolle als Bassist und Gitarrist und meint, dass ihre Songs live zu Party-Hymnen avancieren könnten, sofern die Band einen Drummer finden sollte.

## Diskografie

### Demos
- 2006: Feuertaufe (CD; Eigenproduktion)

### Studioalben
- 2007: Ihr sollt brennen (CD; Black Bard Entertainment)
- 2008: Todgeweiht (CD; Black Bard Entertainment)
- 2010: Böses Blut (CD; Black Bard Entertainment)
- 2014: Henkt ihn (CD; Trollzorn / SMP Records)
- 2020: Auf Gedeih und Verderb (CD; Hardy Entertainment)

### Konzertalben
- 2011: Live (CD+DVD; Black Bard Entertainment) Konzertmitschnitte von den Bordun Rocknächten und dem Celtic Rock Open Air.

### EPs und Singles
- 2011: Tagedieb (MP3; Eigenvertrieb)
- 2013: Fühl dich frei (CDR; Eigenvertrieb)
- 2015: Ungeständig (CD; Trollzorn / SMP Records)
- 2017: Der Schinder (CD/MP3; Trollzorn / SMP Records)

### Sonstige Veröffentlichungen
- 2010: W.A.S.P.-Tribute (die Band vertonte den Song On Your Knees für Remedy Records neu)

## Videos
- 2011: Tagedieb
- 2013: Henkt Ihn!
- 2014: Sanduhr
- 2017: Der Schinder (Regie/Produktion: Steffen Hegner, Pieter Müller)